# Zosterops
Zosterops Vigors & Horsfield, 1827 è un genere di uccelli passeriformi della famiglia Zosteropidae.

## Descrizione
Sono piccoli uccelli passeracei, lunghi tra 8 e 15 cm. La loro caratteristica distintiva è rappresentata da un anello oculare bianco attorno agli occhi, a cui si deve il nome comune di "occhialino" (in inglese "white-eyes"). 

## Distribuzione e habitat
Il loro areale si estende dalla ecozona afrotropicale all'Indomalesia e all'Australasia. Molte specie sono endemismi ristretti ad una singola isola.

## Tassonomia
Il genere Zosterops comprende 88 specie ed è di gran lunga il genere più numeroso della famiglia Zosteropidae:

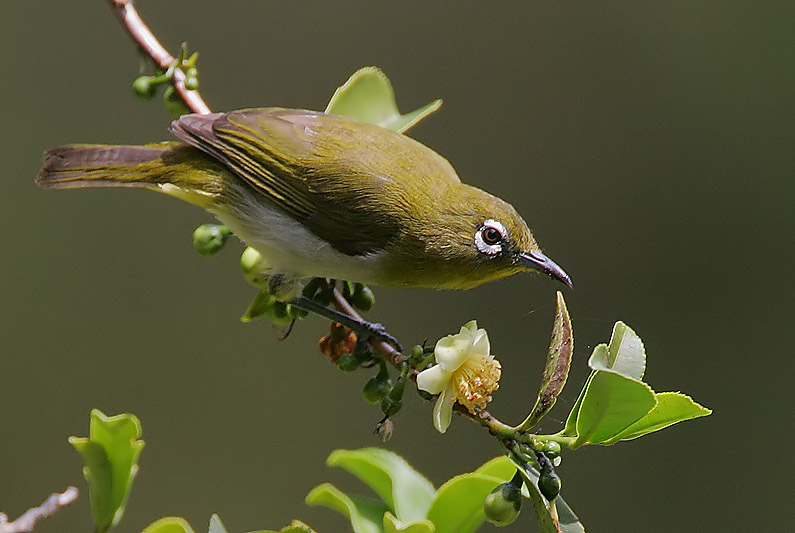
Zosterops ceylonensis

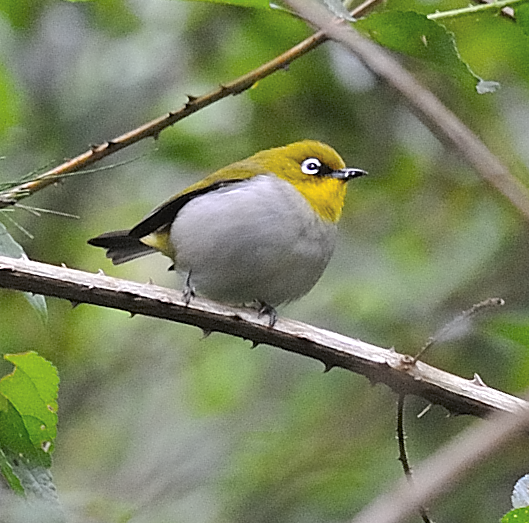
Zosterops maderaspatanus

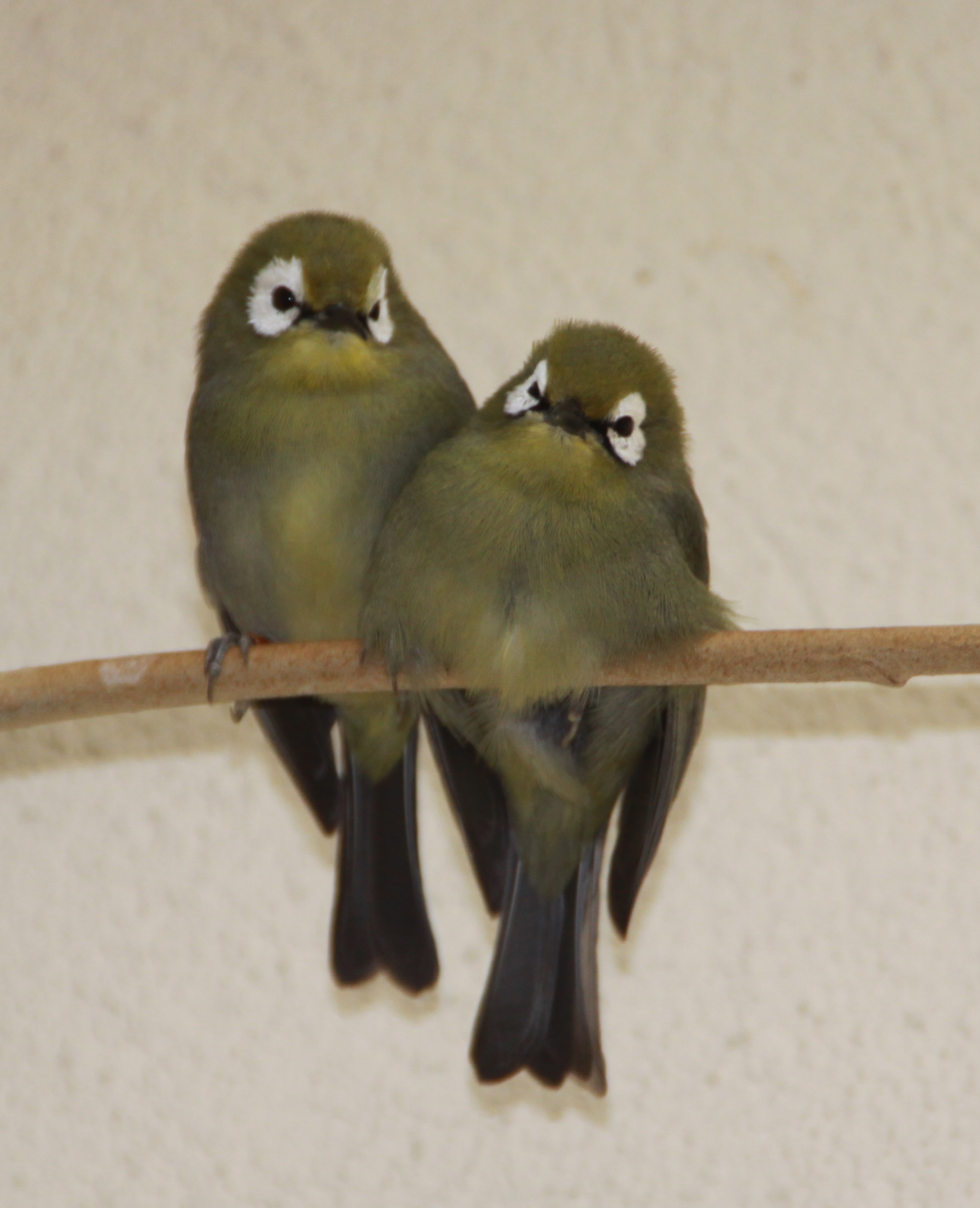
Zosterops poliogaster.

- Zosterops brunneus (Salvadori, 1903) - occhialino di Fernando Po
- Zosterops leucophaeus (Hartlaub, 1857)
- Zosterops lugubris (Hartlaub, 1848)
- Zosterops melanocephalus (Gray, GR, 1862)
- Zosterops erythropleurus Swinhoe, 1863
- Zosterops japonicus Temminck & Schlegel, 1845
- Zosterops meyeni Bonaparte, 1850
- Zosterops palpebrosus (Temminck, 1824)
- Zosterops ceylonensis Holdsworth, 1872 - occhialino maggiore di Sri Lanka
- Zosterops rotensis Taka-Tsukasa & Yamashina, 1931
- Zosterops conspicillatus (Kittlitz, 1833)
- Zosterops semperi Hartlaub, 1868
- Zosterops hypolais Hartlaub & Finsch, 1872
- Zosterops salvadorii Meyer, AB & Wiglesworth, 1894
- Zosterops atricapilla Salvadori, 1879
- Zosterops everetti Tweeddale, 1878
- Zosterops nigrorum Tweeddale, 1878
- Zosterops montanus Bonaparte, 1850
- Zosterops wallacei Finsch, 1901
- Zosterops flavus (Horsfield, 1821)
- Zosterops chloris Bonaparte, 1850
- Zosterops citrinella Bonaparte, 1850
- Zosterops consobrinorum Meyer, AB, 1904
- Zosterops grayi Wallace, 1864
- Zosterops uropygialis Salvadori, 1874
- Zosterops anomalus Meyer, AB & Wiglesworth, 1896
- Zosterops atriceps Gray, GR, 1861
- Zosterops nehrkorni Blasius, W, 1888
- Zosterops atrifrons Wallace, 1864
- Zosterops somadikartai Indrawan, Rasmussen & Sunarto, 2008
- Zosterops stalkeri Ogilvie-Grant, 1910
- Zosterops minor Meyer, AB, 1874
- Zosterops meeki Hartert, 1898
- Zosterops hypoxanthus Salvadori, 1881
- Zosterops mysorensis Meyer, AB, 1874
- Zosterops fuscicapilla Salvadori, 1876
- Zosterops buruensis Salvadori, 1878
- Zosterops kuehni Hartert, 1906
- Zosterops novaeguineae Salvadori, 1878
- Zosterops metcalfii Tristram, 1894
- Zosterops natalis Lister, 1889
- Zosterops luteus Gould, 1843
- Zosterops griseotinctus Gray, GR, 1858
- Zosterops rennellianus Murphy, 1929
- Zosterops vellalavella Hartert, 1908
- Zosterops luteirostris Hartert, 1904
- Zosterops splendidus Hartert, 1929
- Zosterops kulambangrae Rothschild & Hartert, 1901
- Zosterops murphyi Hartert, 1929
- Zosterops ugiensis (Ramsay, EP, 1882)
- Zosterops stresemanni Mayr, 1931
- Zosterops sanctaecrucis Tristram, 1894
- Zosterops gibbsi Dutson, 2008
- Zosterops samoensis Murphy & Mathews, 1929
- Zosterops explorator Layard, EL, 1875
- Zosterops flavifrons (Gmelin, JF, 1789)
- Zosterops minutus Layard, EL, 1878
- Zosterops xanthochroa Gray, GR, 1859
- Zosterops lateralis (Latham, 1801) - occhialino dorsogrigio
- Zosterops tenuirostris Gould, 1837
- Zosterops strenuus Gould, 1855 †
- Zosterops albogularis Gould, 1837
- Zosterops inornatus Layard, EL, 1878
- Zosterops cinereus (Kittlitz, 1832)
- Zosterops oleagineus Hartlaub & Finsch, 1872
- Zosterops finschii (Hartlaub, 1868)
- Zosterops abyssinicus Guérin-Méneville, 1843
- Zosterops virens Sundevall, 1850
- Zosterops pallidus Swainson, 1838
- Zosterops senegalensis Bonaparte, 1850
- Zosterops poliogastrus Heuglin, 1861
- Zosterops kikuyuensis Sharpe, 1891
- Zosterops silvanus Peters, JL & Loveridge, 1935
- Zosterops borbonicus (Forster, JR, 1781) - occhialino di Bourbon
- Zosterops mauritianus (Gmelin, JF, 1789) - occhialino grigio di Mauritius
- Zosterops ficedulinus Hartlaub, 1866
- Zosterops feae Salvadori, 1901
- Zosterops griseovirescens Barboza du Bocage, 1893
- Zosterops maderaspatanus (Linnaeus, 1766) - occhialino del Madagascar
- Zosterops kirki Shelley, 1880
- Zosterops mayottensis Schlegel, 1867
- Zosterops semiflavus Newton, E, 1867 †
- Zosterops modestus Newton, E, 1867
- Zosterops mouroniensis Milne-Edwards & Oustalet, 1885
- Zosterops olivaceus (Linnaeus, 1766) - occhialino olivaceo di Réunion
- Zosterops chloronothos (Vieillot, 1817) - occhialino olivaceo di Mauritius
- Zosterops vaughani Bannerman, 1924